# Liste der politischen Parteien in der Türkei

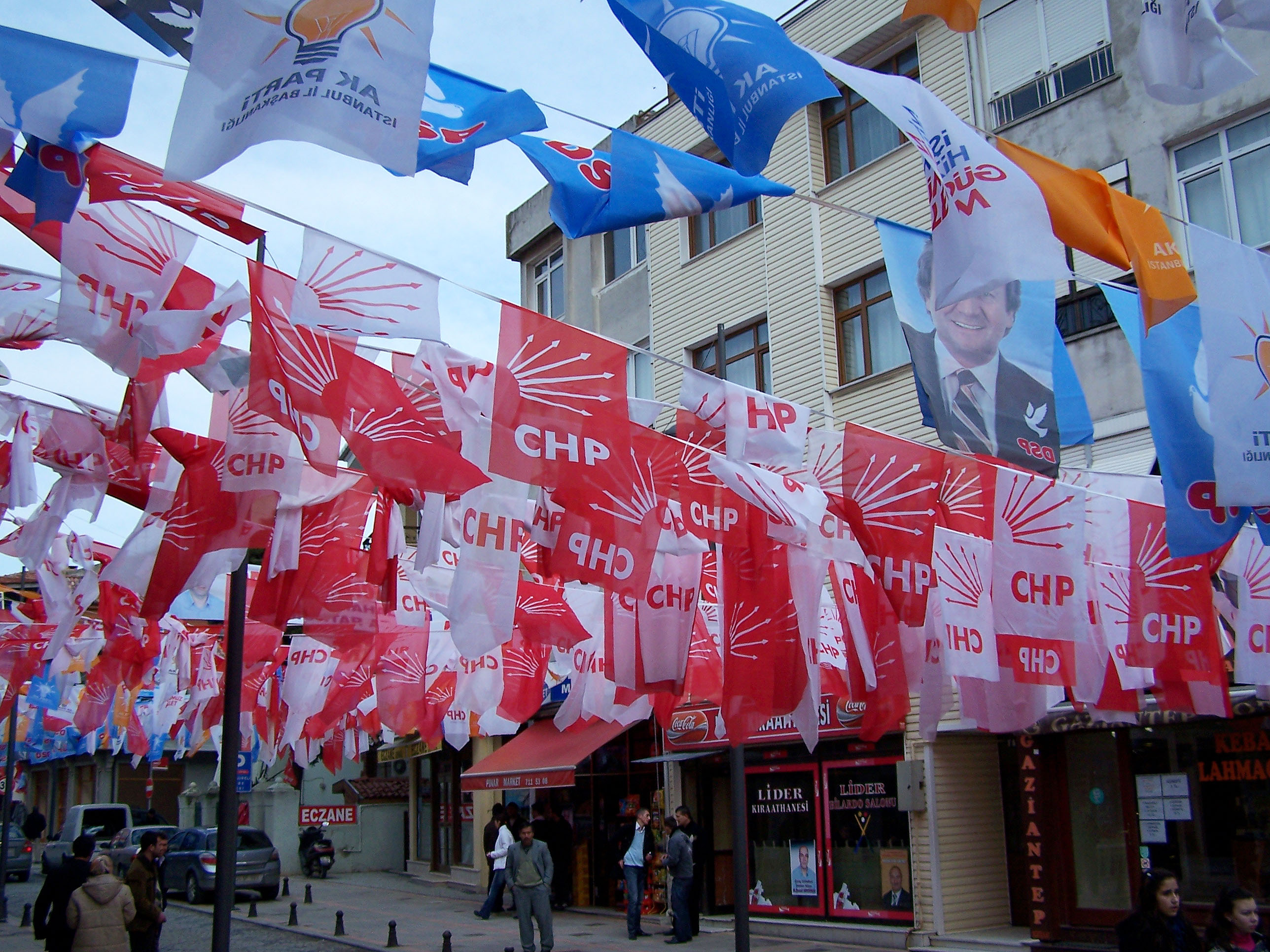
Verschiedene Parteiflaggen vor der Kommunalwahl 2009 in Şile; am sichtbarsten CHP (älteste türkische Partei), DSP und AKP (derzeitige Regierungspartei)

Die Liste der politischen Parteien in der Türkei vermittelt einen Überblick in die aktuelle Landschaft der Türkei. Sie listet nach 1951 neu- oder wiedergegründete Parteien auf, die ihre Aktivitäten bis heute offiziell fortsetzen oder verboten wurden.

## Registrierte Parteien

### An den Parlamentswahlen teilnehmende Parteien
Parteien, die an der Parlamentswahl 2018 teilgenommen haben:
| Logo | Logo | Partei                                            | Ausrichtung                                       | Vorsitzender                    |
| ---- | ---- | ------------------------------------------------- | ------------------------------------------------- | ------------------------------- |
|      |      | Gerechtigkeits- und Entwicklungspartei (AK PARTİ) | islamisch-konservativ, neoosmanisch               | Recep Tayyip Erdoğan            |
|      |      | Republikanische Volkspartei (CHP)                 | kemalistisch, sozialdemokratisch                  | Özgür Özel                      |
|      |      | Demokratische Partei der Völker (HDP)             | demokratisch-sozialistisch, pro-kurdisch          | Mithat Sancar und Pervin Buldan |
|      |      | Partei der Nationalistischen Bewegung (MHP)       | rechtsextrem, nationalistisch                     | Devlet Bahçeli                  |
|      |      | Gute Partei (İYİ PARTİ)                           | nationalistisch,                                  | Meral Akşener                   |
|      |      | Vaterlandspartei (VATAN PARTİSİ)                  | sozialistisch, linksnationalistisch, kemalistisch | Doğu Perinçek                   |
|      |      | Glückseligkeitspartei (SAADET)                    | islamistisch                                      | Temel Karamollaoğlu             |
|      |      | Partei der Großen Einheit (BBP)                   | rechtsextrem, islamistisch                        | Yalçın Topçu                    |
|      |      | Demokratische Partei (DP)                         | liberal-konservativ                               | Gültekin Uysal                  |
|      |      | Partei der Freien Sache (HÜDA PAR)                | islamistisch, pro-kurdisch                        | İshak Sağlam                    |

### In der aktuellenGroßen Nationalversammlung der Türkeivertretene Parteien
→ siehe Große Nationalversammlung der Türkei#Sitzverteilung der Abgeordneten in der 28. Legislaturperiode

### Andere Parteien
- Parteiname (Abkürzung, Gründungsdatum, Vorsitzender)

- Anavatan Partisi (ANAP/ANAVATAN, 20. Mai 1983, İbrahim Çelebi)
- Anayol Partisi (AYP, 5. Mai 1994, Gürcan Başer)
- Bağımsız Cumhuriyet Partisi (BCP, 24. Juli 2002, Mümtaz Soysal)
- Büyük Adalet Partisi (BAP, 12. April 1995, Mehmet Beşir Bilgiç)
- Büyük Turan Hareketi Partisi (TURAN, 2. Juli 2014, Varol Esen)
- Cumhuriyetçi Demokrasi Partisi (CDP, 19. Juli 2002, Yekta Güngör Özden)
- Cumhuriyetçi Demokrat Türkiye Partisi (CDTP, 3. September 2003), Serap Gülhan
- Çözüm Partisi (ÇP, 25. Dezember 2001, Nazım Kocaman)
- Demokrasi ve Atılım Partisi (DEVA, 9. März 2020, Ali Babacan)
- Demokrat Halk Partisi (DHP, 15. Dezember 1999, Mahmut İhsan Özgen)
- Demokrat Türkiye Partisi (DTP, 7. Januar 1997, Sema Küçüksöz)
- Devrimci Sosyalist İşçi Partisi (DSİP, 25. April 1997, Şevket Doğan Tarkan)
- Eşitlik Partisi (EP, 25. Mai 2001, Bektaş Çelebi)
- Gelecek Partisi (GP, 12. Dezember 2019, Ahmet Davutoğlu)
- Gönül Birliği Yeşiller Partisi (GBYP, 3. November 2000, Eşref Yazıcıoğlu)
- Halkın Kurtuluş Partisi (HKP, 15. Juni 2005, Nurullah Ankut)
- Hak ve Özgürlükler Partisi (HAK-PAR, 11. Februar 2002, Abdülmelik Fırat)
- Hür Dava Partisi (Hüda Par, 17. Dezember 2012, Mehmet Hüseyin Yılmaz)
- Liberal Parti (LP, 8. September 2021, Süleyman Halid Soysal)
- Lider Türkiye Partisi (LTP, 3. September 2001, Mustafa Özman)
- Millet Partisi (MP, 22. November 1992, Aykut Edibali)
- Milliyetçi Türkiye Partisi (MTP, 24. November 2011, Ahmet Yılmaz)
- Ötüken Birliği Partisi (ÖTÜKEN, 20. Dezember 2017, Mehmet Hakan Semerci)
- Özgür Toplum Partisi (ÖTP, 6. Juni 2003, Ahmet Turan Demir)
- Sağduyu Partisi (SP, 4. September 2002, Mehmet Yücel Ağargün)
- Son Çağrı Partisi (SÇP, 29. August 2002, Çetin Sakaoğlu)
- Sosyal Demokrat Partisi (SDP, 29. November 2001, Nihat Demir)
- Sosyalist Birlik Hareketi (SBH, 5. August 1999, Nihat Çağlı)
- Sosyalist Demokrasi Partisi (SDP, 28. August 2002)
- Toplumcu Demokratik Parti (TDP, 28. Januar 2002, Sema Pişkinsüt)
- Türkiye Adalet Partisi (TAP, 12. April 1995, Mehmet Yorgancıoğlu)
- Türkiye Komünist Partisi (TKP, 10. September 1920/Reaktivierung 11. November 2001, Hüseyin Karabulut)
- Türkiye Özürlüsü ile Mutludur (TÖM, 29. Juli 1996, Murat Dilmen)
- Türkiye Sosyalist İşçi Partisi (TSİP, 3. Januar 1993, Mehmet Sümbül)
- Alternatif Parti, (23. Oktober 1998)
- Ulusal Muhtariyet Partisi (UMP, 13. August 2001, Fehmi Öztürk)
- Varlığımız Partisi (VARLIK, 11. Mai 2001, Köksal Satır)
- Yurt Partisi (YP, 14. März 2002, Sadettin Tantan)
- Yüce Diriliş Partisi (YDP, 23. April 2007, Sezai Karakoç)
- Yeşiller ve Sol Gelecek Partisi (25. November 2012)

## Verbotene Parteien
| Nr. | Partei                                                                          | Verbotsdatum                        |
| --- | ------------------------------------------------------------------------------- | ----------------------------------- |
| 1   | Terakkiperver Cumhuriyet Fırkası (Progressive Republikanische Partei)           | 5. Juni 1925                        |
| 2   | Serbest Cumhuriyet Fırkası (Liberale Republikanische Partei)                    | 17. November 1930                   |
| 3   | Millet Partisi (Nationspartei)                                                  | 26. Januar 1954                     |
| 4   | Demokrat Parti (Demokratische Partei)                                           | 20. Juni 1960                       |
| 5   | İşçi-Çiftçi Partisi (Arbeiter-Bauernpartei)                                     | 15. Oktober 1968                    |
| 6   | Millî Nizam Partisi (Nationale Ordnungspartei)                                  | 20. Mai 1971                        |
| 7   | Türkiye İleri Ülke Partisi (Fortschrittliche Türkei – Staatspartei)             | 29. Juni 1971                       |
| 8   | Türkiye İşçi Partisi (Arbeiterpartei der Türkei)                                | 20. Juli 1971                       |
| 9   | Büyük Anadolu Partisi (Partei des großen Anatolien)                             | 19. Dezember 1972 24. November 1992 |
| 10  | Türkiye Emekçi Partisi (Arbeiterpartei der Türkei)                              | 8. Mai 1980                         |
| 11  | Huzur Partisi (Friedenspartei)                                                  | 25. Oktober 1983                    |
| 12  | Türkiye Birleşik Komünist Partisi (Vereinigte kommunistische Partei der Türkei) | 16. Juli 1991                       |
| 13  | Halk Partisi (Volkspartei)                                                      | 24. September 1991                  |
| 14  | Sosyalist Parti (Sozialistische Partei)                                         | 10. Juli 1992                       |
| 15  | Halkın Emek Partisi (Arbeitspartei des Volkes)                                  | 14. Juli 1993                       |
| 16  | Özgürlük Demokrasi Partisi (Partei der freiheitlichen Demokratie)               | 23. November 1993                   |
| 17  | Sosyalist Türkiye Partisi (Partei der sozialistischen Türkei)                   | 30. November 1993                   |
| 18  | Yeşiller Partisi (Partei der Grünen)                                            | 10. Februar 1994                    |
| 19  | Demokrasi Partisi (Demokratie Partei)                                           | 16. Juni 1995                       |
| 20  | Demokrat Parti-2 (Demokratische Partei-2)                                       | 13. September 1994                  |
| 21  | Sosyalist Birlik Partisi (Sozialistische Einheitspartei)                        | 19. Juli 1995                       |
| 22  | Demokrasi ve Değişim Partisi (Partei der Demokratie und des Wandels)            | 19. März 1996                       |
| 23  | Emek Partisi (Arbeitspartei)                                                    | 14. Februar 1997                    |
| 24  | Diriliş Partisi (Partei des Erwachens)                                          | 18. Februar 1997                    |
| 25  | Refah Partisi (Wohlfahrtspartei)                                                | 16. Januar 1998                     |
| 26  | Demokratik Kitle Partisi (Demokratische Massenpartei)                           | 26. Februar 1999                    |
| 27  | Fazilet Partisi (Tugendpartei)                                                  | 22. Juni 2001                       |
| 28  | Halkın Demokrasi Partisi (Partei der Volksdemokratie)                           | 13. März 2003                       |
| 29  | Demokratik Toplum Partisi (Partei der demokratischen Gesellschaft)              | 11. Dezember 2009                   |

## Illegale aktive Parteien
Neben nationalistischen oder islamistischen Gruppierungen entwickelten sich gerade seit Anfang der siebziger Jahre illegale, linke Parteistrukturen – viele auch bewaffnet kämpfend.
Auch aktuell existieren einige sich als Parteien verstehende Organisationen, die zum Großteil den Straftatbestand der „bewaffneten Bande“ in der Türkei erfüllen und verboten sind. Darunter fallen vor allem folgende:
- die militant kämpfende  Marxistisch-Leninistische Kommunistische Partei (MLKP),
- die maoistische  Türkische Kommunistische Partei / Marxisten-Leninisten (TKP/ML), die auch über einen bewaffneten Arm verfügt,
- die als Abspaltung der TKP/ML entstandene Maoistische Kommunistische Partei (MKP), die ebenfalls über einen bewaffneten Arm verfügt,
- die  Revolutionäre Volksbefreiungspartei-Front (DHKP-C)

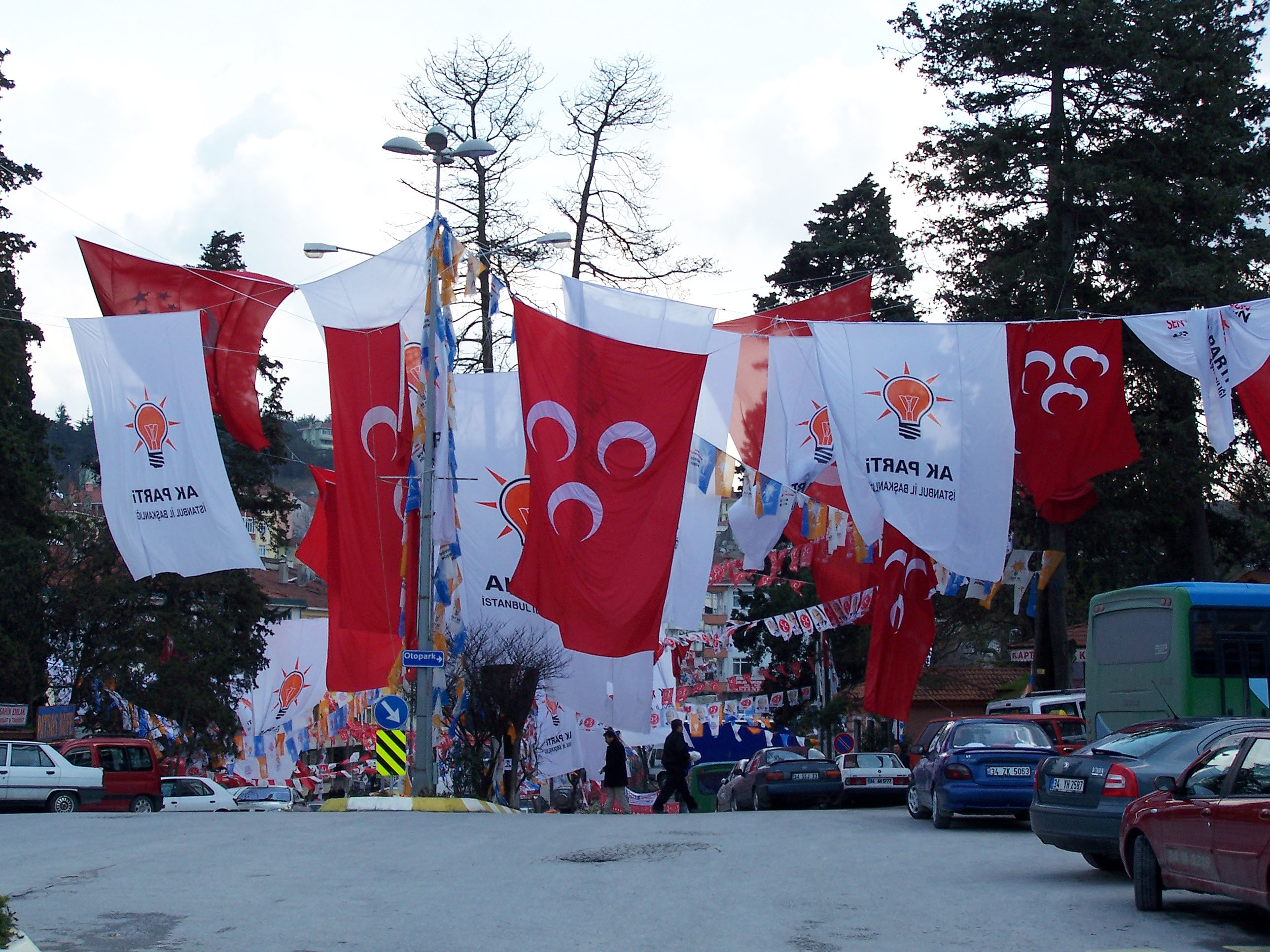
Verschiedene Parteiflaggen; am sichtbarsten die AKP, die MHP und die Saadet

sowie einige kleinere Parteien.

## Frühere Parteien
- Barış Partisi (BP, alevitisch), 1996–1999
- Barış ve Demokrasi Partisi ging 2014 in HDP und DBP auf
- Cumhuriyetçi Güven Partisi (CGP, zuvor Milli Güven Partisi, Turhan Feyzioğlu), 1967–1981
- Cumhuriyetçi Parti (CP, Kemal Satır), 1972–1973
- Demokratik Sol Halk Partisi (DSHP, November 2009, Rahşan Ecevit), ging 2010 in CHP auf
- Sosyal Demokrasi Partisi, 1983–1985
- Sosyaldemokrat Halkçı Parti, 1985–1995, ging in der CHP auf
- Sosyaldemokrat Halk Partisi (SHP, 24. Mai 2002–2010, Murat Karayalçın)
- Türkiye Partisi (TP, Mai 2009, Abdüllatif Şener), löste sich 2012 auf.
- Türkiye Birlik Partisi (TBP, alevitisch), 1966–1981
- Türkiye (Resmi) Komünist Partisi, 1920–1921
- Yeni Parti ging 2012 in HEPAR auf
- Yeni Türkiye Partisi (1961) (YTP), Ekrem Alican, 1961–1973
- Yeni Türkiye Partisi (2002) (YTP), 22. Juli 2002, İsmail Cem, ging 2004 in der CHP auf.